# 3461 Mandelshtam
3461 Mandelshtam eller 1977 SA1 är en asteroid i huvudbältet som upptäcktes den 18 september 1977 av den rysk-sovjetiske astronomen Nikolaj Tjernych vid Krims astrofysiska observatorium på Krim. Den har fått sitt namn efter den rysk-sovjetiske poeten Osip Mandelstam.
Asteroiden har en diameter på ungefär 7 kilometer.